# Mount Bastion
Mount Bastion är ett berg i Antarktis. Det ligger i Östantarktis. Nya Zeeland gör anspråk på området. Toppen på Mount Bastion är 2 100 meter över havet.
Terrängen runt Mount Bastion är varierad. Trakten är obefolkad. Det finns inga samhällen i närheten.